# 12152 Aratus
12152 Aratus (tên chỉ định: 1287 T-1) là một tiểu hành tinh vành đai chính. Nó được phát hiện bởi Cornelis Johannes van Houten, Ingrid van Houten-Groeneveld, và Tom Gehrels ở Đài thiên văn Palomar ở Quận San Diego, California, ngày 25 tháng 3 năm 1971. Nó được đặt theo tên Aratus, a Hellenic poet of the 3rd century BC.